# Kasikornbank
La Kasikornbank (in thailandese ธนาคาร กสิกร ไทย), spesso stilizzato come KBank e precedentemente nota come Thai Farmers Bank, è un gruppo bancario thailandese.
Fu fondata l'8 giugno 1945 da Choti Lamsam con un capitale sociale di cinque milioni di baht. È quotata alla Borsa di Thailandia dal 1976. L'8 aprile 2003 la Thai Farmers Bank ha cambiato nome in Kasikornbank (KBank).

## Storia
La Kasikornbank (allora Thai Farmers Bank) fu fondata l'8 giugno 1945, con 21 dipendenti. Il suo primo ufficio è ora la filiale principale di Thanon Sua Pa. La banca ha mostrato una buona performance dopo soli sei mesi di attività. Al 31 dicembre 1945 la banca registrava depositi totali di 12 milioni di baht e attivi di 15 milioni di baht.
Nel 1961 il primo aumento di capitale della Thai Farmers Bank a 14 milioni di baht con un totale attivo di circa 400 milioni (dietro la Bangkok Bank 1.465 milioni, la Siam Commercial Bank 546 milioni e la Bank of Ayudhya 456 milioni).  Un anno più tardi è classificata come la nona banca commerciale più grande della Thailandia con 36 filiali a livello nazionale. Nel 1967 apre filiali a Londra, Amburgo e New York; nel 1973 è la prima banca tailandese a offrire servizi di carte di credito, la "Carta di credito multiuso".
Nel 1976 è quotata alla Borsa della Thailandia (SET) con un capitale sociale di 300 milioni di baht, un totale attivo di 60 miliardi di baht e 108 filiali. Quattro anni più tardi, nel 1980, è la prima banca in Tailandia ad emettere sul mercato di Londra certificati di deposito a tasso variabile, del valore di 25 milioni di dollari. Nel 1998  Kasikornbank introduce SLIPS (Stapled Limited Interest Preferred Stock), un nuovo veicolo finanziario per la raccolta fondi e l'8 aprile 2003 il nome inglese della banca viene cambiato da Thai Farmers Bank PCL (TFB) a Kasikornbank PCL (KBank).
Nel 2010 è introdotta la negoziazione di cambi fuori orario; nel 2012 è la prima banca attraverso la quale i lavoratori della Birmania possono trasferire fondi al proprio Paese; ha dotato i suoi sportelli bancomat di un menu in birmano e cambiato il nome di KBank in Cina in Kāi tài yínháng (开泰银行). Nel 2013 apre la sua seconda filiale in Cina, a Chengdu, nel 2014 apre una banca in Laos. Nel 2018 emette  obbligazioni verdi per un valore di 100 milioni di dollari, un risultato storico in Thailandia.